# سگا تویز
سگا تویز (انگلیسی: Sega Toys) شرکت اسباب‌بازی ژاپنی است، که در سال ۱۹۹۱ توسط شرکت سگا تأسیس شد.